# 55P/Tempel-Tuttle
55P/Tempel-Tuttle, usuellement simplement appelée la comète Tempel-Tuttle, est une comète périodique qui a été indépendamment découverte par Ernst Tempel le 19 décembre 1865 et par Horace Parnell Tuttle le 6 janvier 1866. La plus ancienne observation qu'on en connaisse remonte cependant au 25 octobre 1366, cinq cents ans plus tôt.
C'est le corps d'origine de l'essaim des Léonides.